# Alfred Henry Maurer
Alfred Henry Maurer, znany także jako: Alfred H. Maurer, A.H. Maurer i Alfred Maurer (ur. 21 kwietnia 1868 w Nowym Jorku, zm. 4 sierpnia 1932 tamże) – amerykański malarz, jeden z głównych przedstawicieli amerykańskiego modernizmu. Był jednym z pierwszych amerykańskich artystów, który tworzył pod wpływem modernizmu europejskiego. Przez znaczną część życia mieszkał i pracował we Francji, adaptując w swej twórczości dominujące wówczas kierunki, takie jak kubizm i fowizm. Pod koniec życia zainteresował się ekspresjonizmem. Jego prace, tworzone w tym stylu, odzwierciedlały jego wewnętrzny niepokój, który doprowadził go do samobójczej śmierci.
Alfred Henry Maurer został nazwany „pierwszym amerykańskim modernistą” ze względu na rolę we wprowadzaniu założeń modernizmu w malarstwie i rzeźbie w Stanach Zjednoczonych.

## Życiorys

### Młodość i edukacja
Alfred H. Maurer urodził się 21 kwietnia 1868 roku jako syn artysty Louisa Maurera. W 1884 roku porzucił szkołę, aby podjąć pracę w rodzinnej firmie litograficznej, Maurer & Heppenheimer. Rok później zapisał się do National Academy of Design, gdzie studiował pod kierunkiem Edgara Melville’a Warda. W latach 1885–1897 uczęszczał na wybrane zajęcia w National Academy of Design.

### Pobyt we Francji (1897–1914)
W 1897 roku Maurer udał się do Francji, aby dalej się kształcić i doskonalić swój warsztat twórczy. Wkrótce po przybyciu do Paryża zapisał się na zajęcia w Académie Julian, ale uczęszczał na nie tylko przez trzy tygodnie, po czym wybrał własną drogę artystyczną. Wprawiał się w szkicowaniu, odwiedzając galerie Luwru.
W 1901 roku oficjalnie rozpoczął karierę. Zaczął od malowania modnych portretów, inspirowanych twórczością Whistlera i Chase’a, które zdobyły uznanie krytyków po obu stronach Atlantyku. Jednocześnie malował sceny rodzajowe, inspirowane życiem paryskich kawiarni, sal tanecznych i nabrzeży Sekwany. W 1901 roku otrzymał pierwszą nagrodę w prestiżowym Carnegie Museum of Art w Pittsburghu, a w ciągu następnych czterech lat otrzymał kolejne medale i dowody najwyższego uznania, zarówno w Stanach Zjednoczonych, jak i za granicą.
W latach 1906–1907 zmienił jednak kierunek artystyczny i zainteresował się fowizmem. Tworzył nowe, zaskakujące obrazy, malowane ekspresyjnymi ruchami pędzla i przy użyciu intensywnych, nasyconych barw. Maurer wystawiał swoje fowistyczne pejzaże, portrety i martwe natury na ważnych międzynarodowych wystawach, w tym w Salonie Jesiennym w 1907 roku, gdzie zaprezentowano je razem z pracami czołowych fowistów.
W 1909 roku Maurer pokazał swoje nowe obrazy na wspólnej wystawie z Johnem Marinem w nowojorskiej galerii 291, prowadzonej przez Alfreda Stieglitza. Obaj byli pierwszymi amerykańskimi modernistami, których prace zaprezentowano w tej galerii. Amerykańscy krytycy po obejrzeniu jego dzieł określili je jako „wrzaski w kolorach podstawowych” lub „kolorowe nuty duchowych wrażeń”. W 1910 roku Maurer ponownie uczestniczył w zbiorowej wystawie w galerii Stieglitza, zatytułowanej The Younger American Painters. W 1913 roku wystawiał w Folsom Galleries w Nowym Jorku, wysłał również cztery obrazy z Francji do Nowego Jorku, aby wystawić je w Armory Show.

### Powrót do Stanów Zjednoczonych
Wraz z wybuchem I wojny światowej Maurer został zmuszony do opuszczenia Francji i powrotu do Stanów Zjednoczonych. Wyjazd z Paryża stał się dla niego bolesnym doświadczeniem, mimo to artysta nadal pogłębiał swoje modernistyczne doświadczenia, asymilując pewne aspekty kubizmu, a nawet zapuszczając się na tereny abstrakcji, i to w czasach, gdy próby takie były gwałtownie odrzucane przez opinię publiczną w Stanach Zjednoczonych. Po ponownym zamieszkaniu w Nowym Jorku w 1914 roku szukał wsparcia i uznania dla swojej nowej, modernistycznej twórczości. W 1916 roku uczestniczył w wystawie Forum, zorganizowanej przez Anderson Galleries; regularnie wystawiał też w nowojorskim Society of Independent Artists w Nowym Jorku, którego prezesem został w trzy lata później. W 1924 roku marszand Ernest Weyhe nabył zawartość pracowni Maurera – ponad 255 dzieł – i został jego artystycznym przedstawicielem, zapewniając mu od dawna wyczekiwane bezpieczeństwo finansowe. W tym samym czasie dorobkiem malarza zainteresował się kolekcjoner sztuki, Duncan Phillips, i za poradą Weyhe’a zaczął gromadzić jego prace. Weyhe reprezentował Maurera w swojej galerii Lexington Avenue i oferował mu wystawy niemal co roku, aż do roku 1932.

#### Lata 20. i 30.
W latach 20. i 30. Maurer poszerzył swój styl o szereg nowych, modernistycznych form i struktur. W tym okresie namalował jaskrawe, kolorowe pejzaże, przedstawiające lesiste tereny, kręte strumienie i pagórki wokół pensjonatu Shady Brook, w hrabstwie Ulster, w którym przebywał w latach 1916–1932, udając się tam niemal co roku, od kwietnia do maja. Około 1926 roku Maurer poświęcił dużo czasu na malowanie studiów kwiatowych, wykonanych w różnych technikach, w tym olejem i gwaszem. W latach 20. stał się ważnym pionierem amerykańskiego malarstwa kubistycznego, wypracowując bardzo osobisty i rozpoznawalny styl. Poświęcił dużo czasu kubistycznym martwym naturom i głowom, które wykonywał dzięki wysoce innowacyjnym metodom i technikom malarskim. Około 1927 lub 1928 roku, po przeprowadzce do nowego studia, rozpoczął pracę z modelami. Wykorzystując model jako punkt centralny, tworzył obrazy figuralne i rysunki, od orientacji kubistycznej po styl Paula Cézanne’a i dzieła bardziej wyrafinowane duchowo. W latach 20. malował także postacie kobiece, czasem nazywane obrazami Dwóch sióstr. Jego figuralne kompozycje przybierały różne formy, czasem naturalistyczne, a innym razem prowokująco abstrakcyjne. W ostatnich latach życia Maurera w znacznej części jego prac pojawiły się wpływy ekspresjonizmu. Szczególnego znaczenia w jego sztuce nabrały figuratywne zniekształcenia. Jego twórczość zdawała się odzwierciedlać pewien rodzaj osobistego niepokoju, który ostatecznie miał go doprowadzić do samobójstwa.
Maurer mieszkał razem ze starzejącym się ojcem, a ich wzajemne relacje określane były jako burzliwe. Stały się one szczególnie stresujące po tym, jak starszy, konserwatywny artysta został w połowie lat 20. ponownie odkryty przez prasę popularną. Chociaż obrazy Maurera mniej więcej w tym samym czasie były wystawiane w galerii w Nowym Jorku, to jego eksperymenty twórcze nigdy nie zapewniły mu wsparcia, jakiego oczekiwał. Został odrzucony przez ojca. Krótko po jego śmierci w wieku 100 lat, zniechęcony, odebrał sobie życie.

## Twórczość

### Martwe natury i cyklDwie głowy

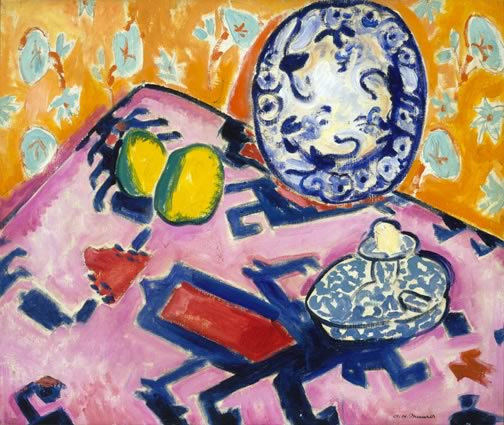
Fowistyczna martwa natura, ok. 1908–1910, Hollis Taggart Galleries
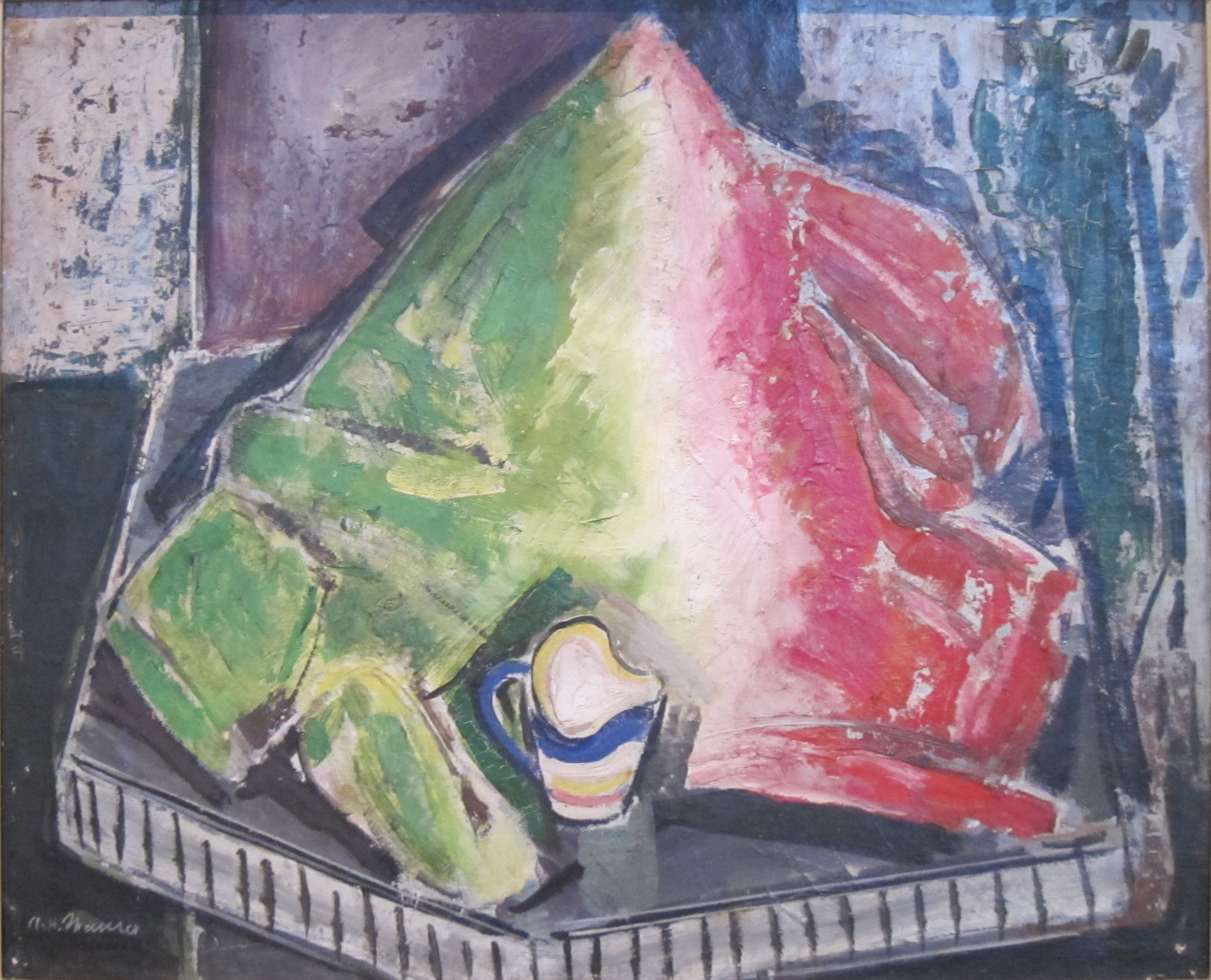
Martwa natura, ok. 1928, Dayton Art Institute
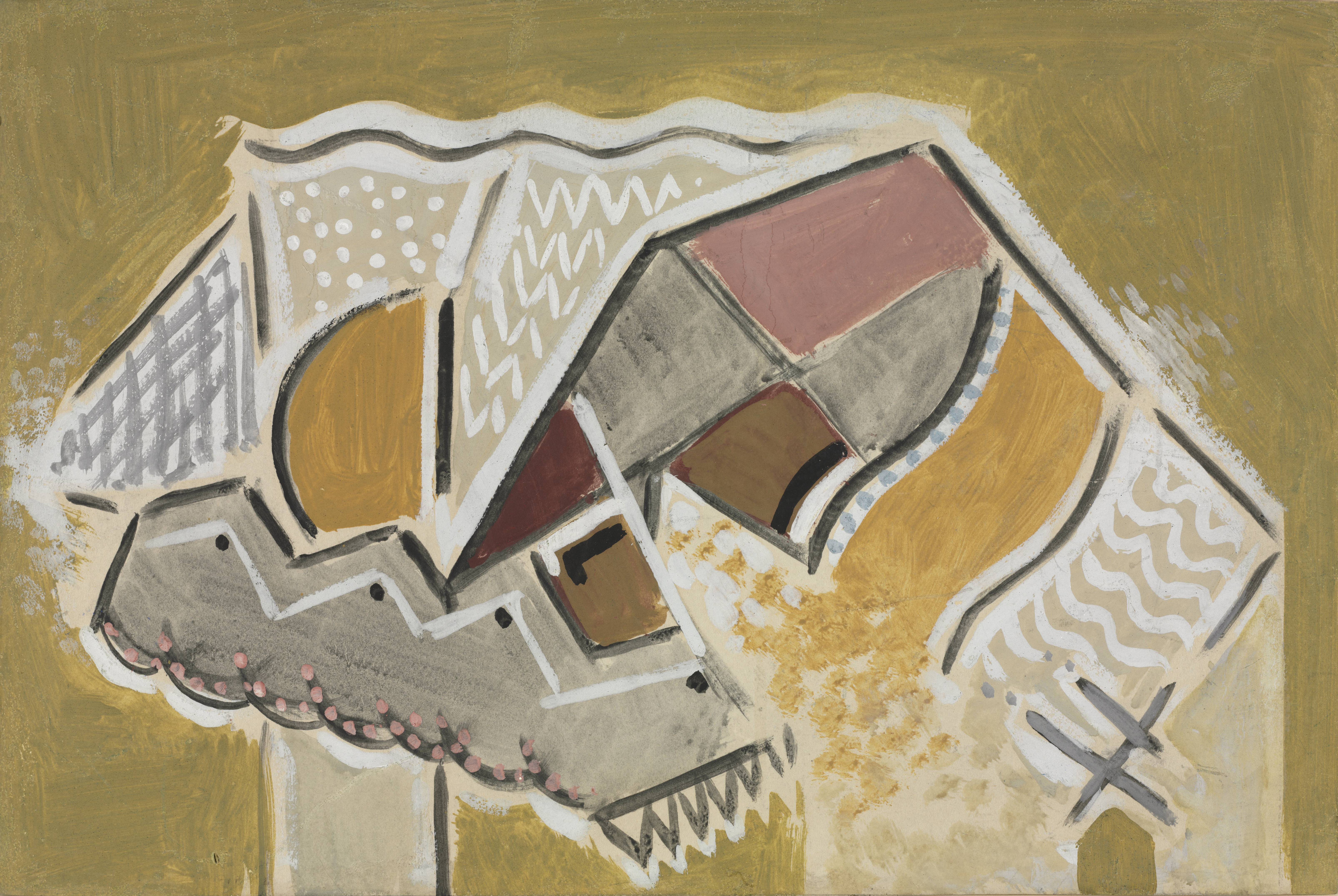
Martwa natura w brązie, ok. 1931, Cleveland Museum of Art
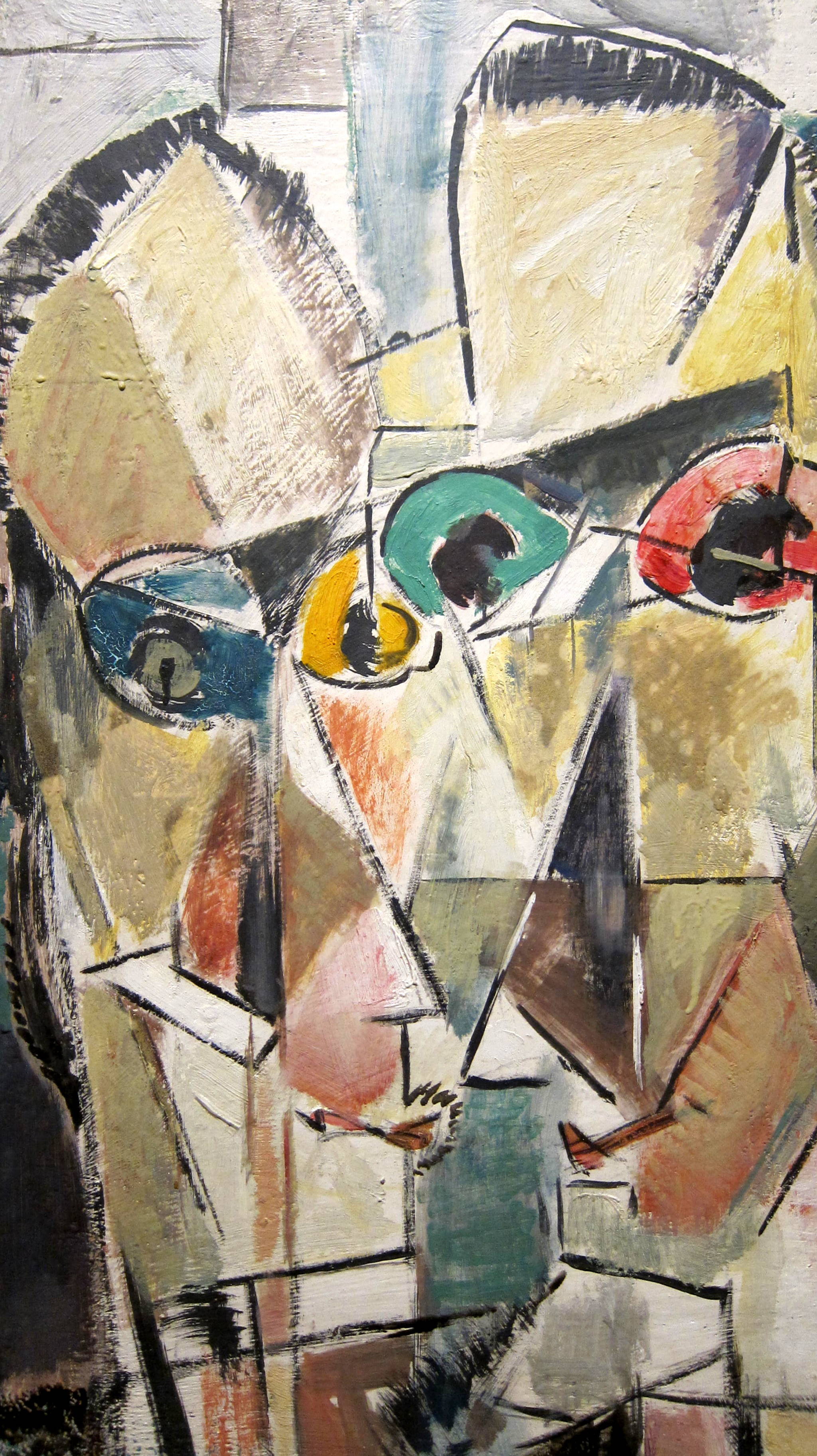
Dwie głowy, 1929, Corcoran Gallery of Art
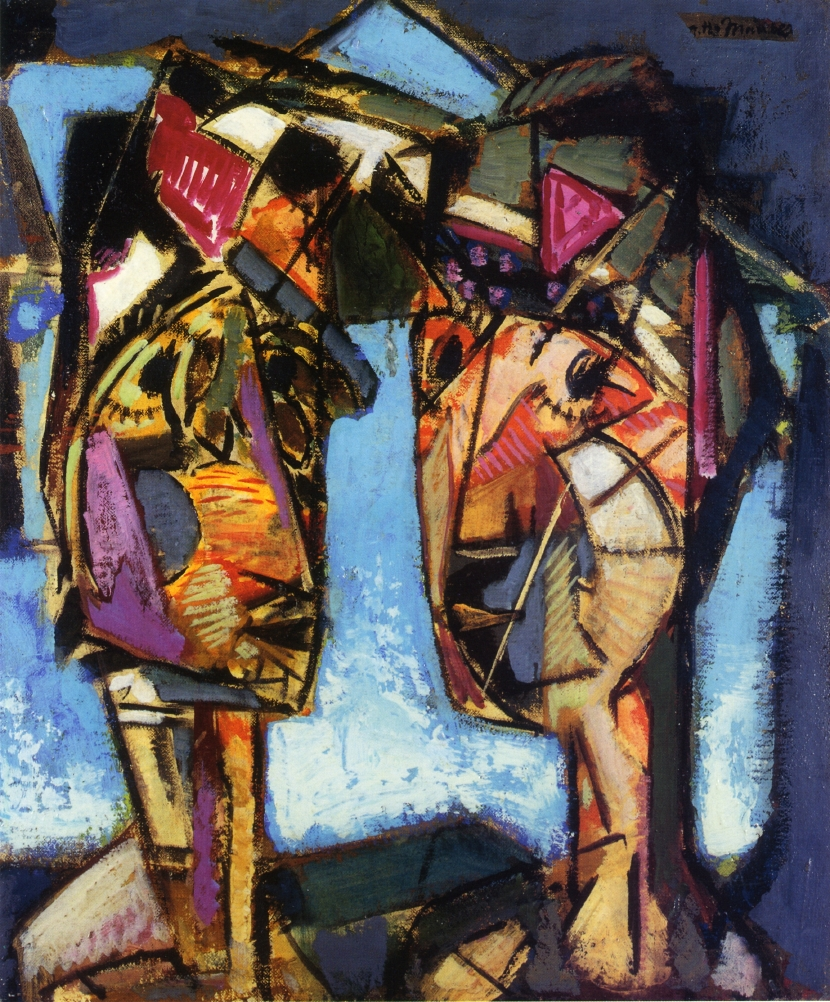
Dwie głowy, 1930, Weisman Art Museum

### Portrety

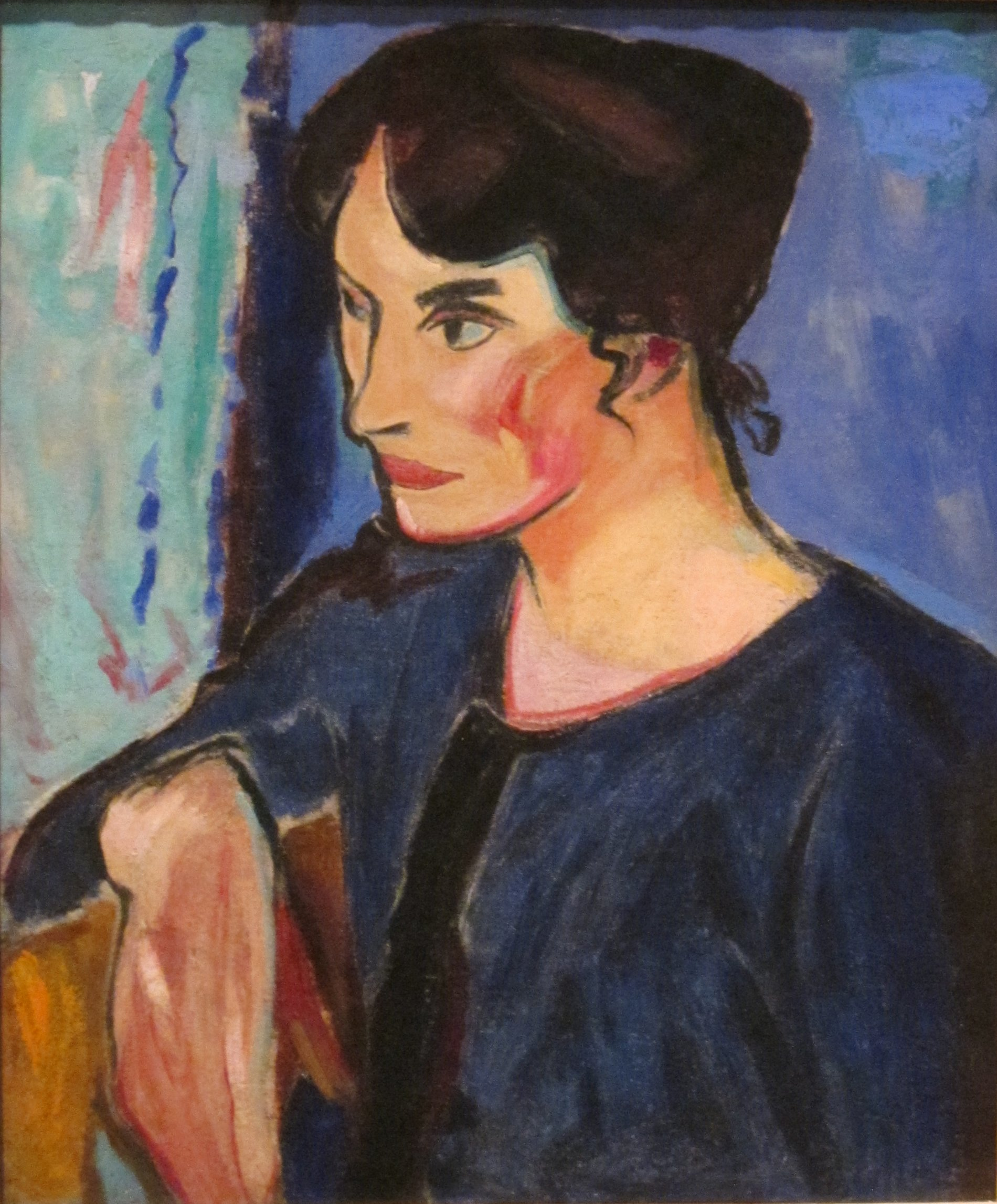
Portret kobiety, 1908, Honolulu Museum of Art
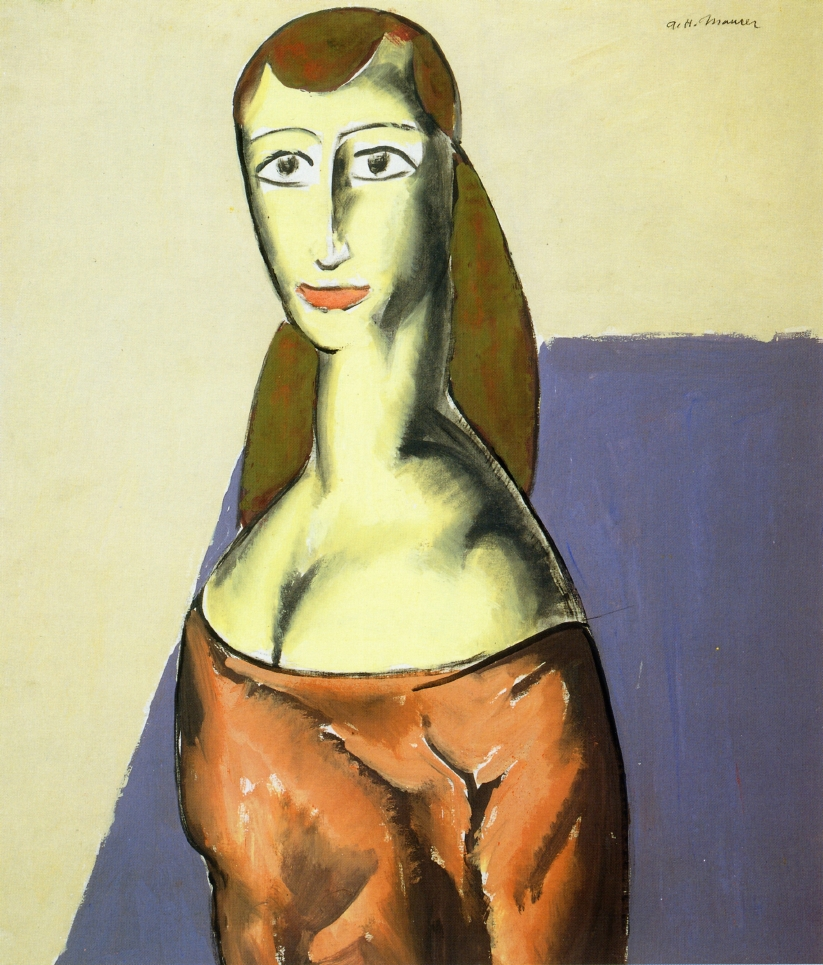
Dziewczyna, 1923, Weisman Art Museum
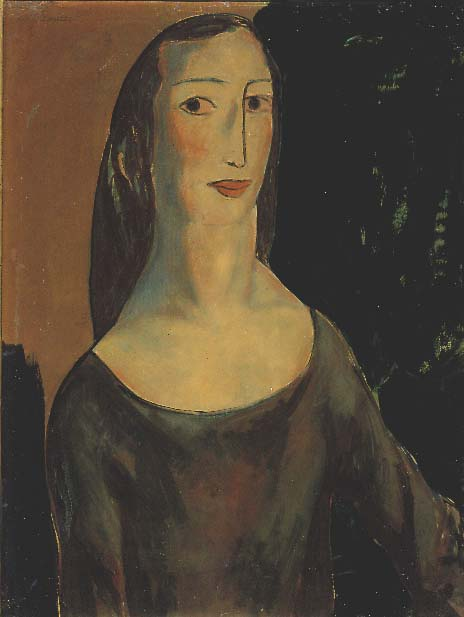
Głowa kobiety, ok. 1925
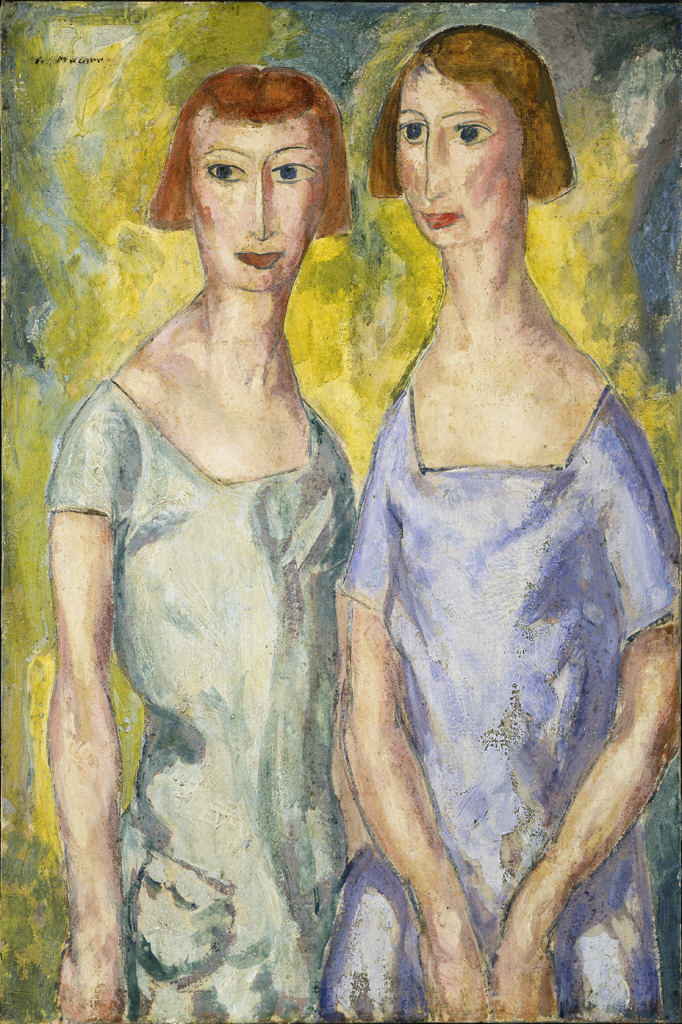
Dwie siostry, ok. 1924, Hirshhorn Museum and Sculpture Garden
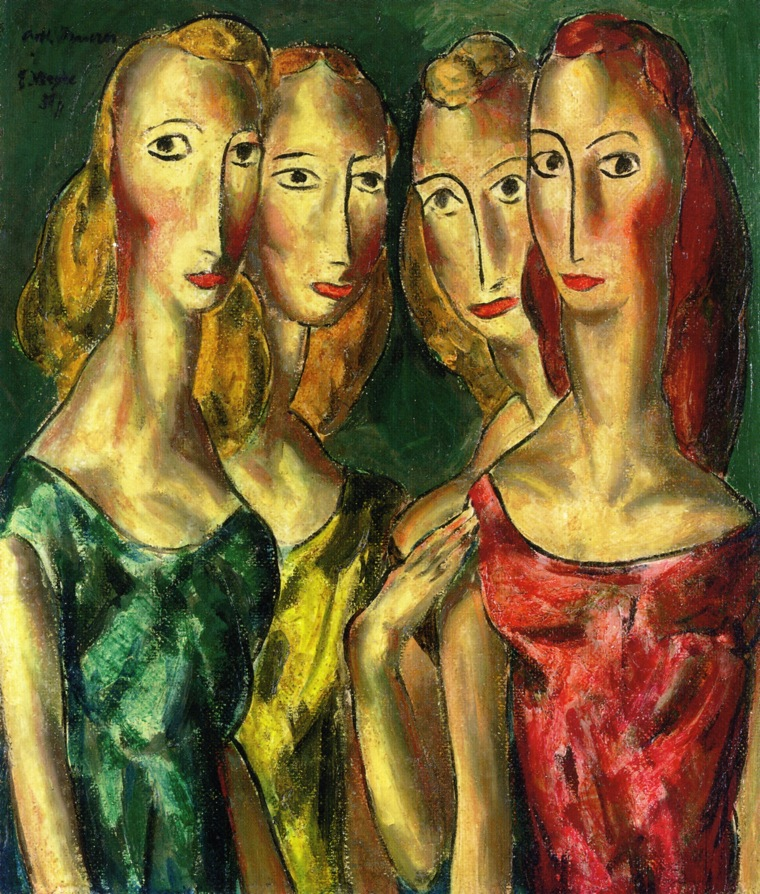
Cztery siostry, 1931, kolekcja prywatna

### Pejzaże

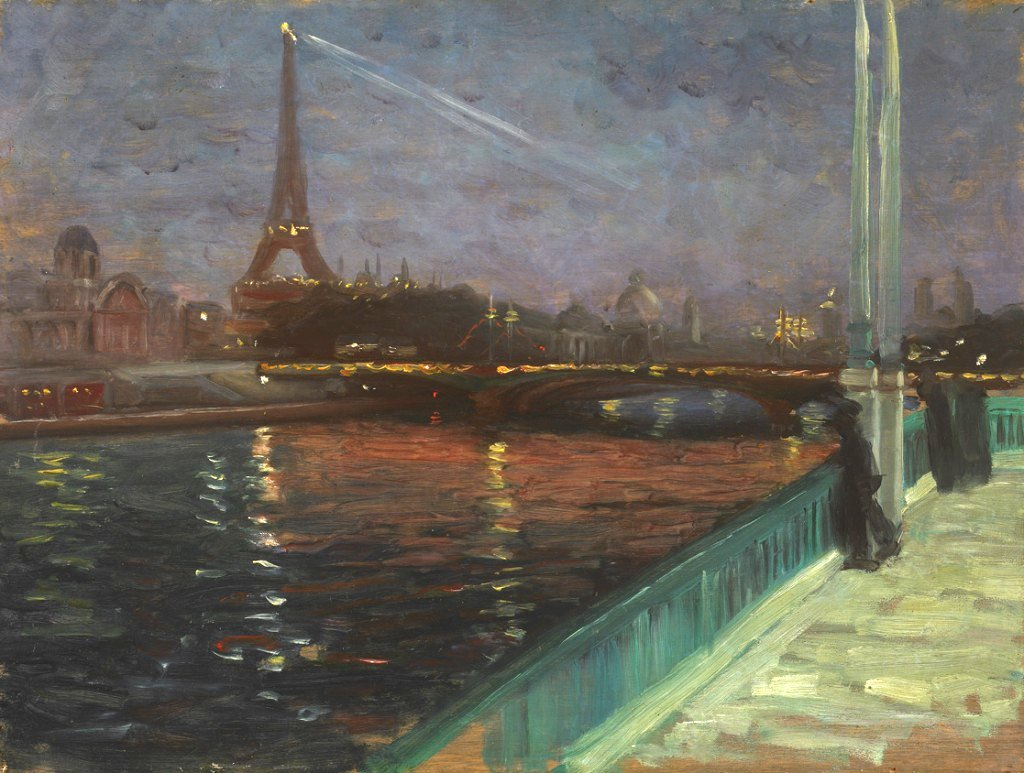
Nokturn paryski, niedatowany, Avery Galleries
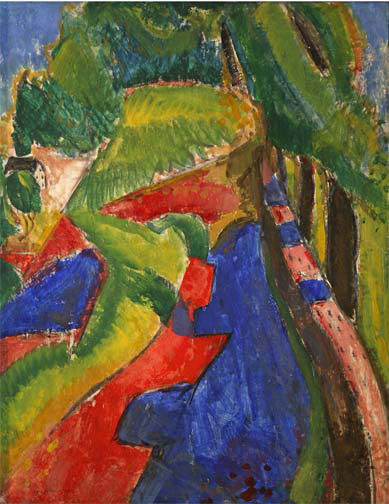
Pejzaż fowistyczny w czerwieni i błękicie, ok. 1908, Hollis Taggart Galleries
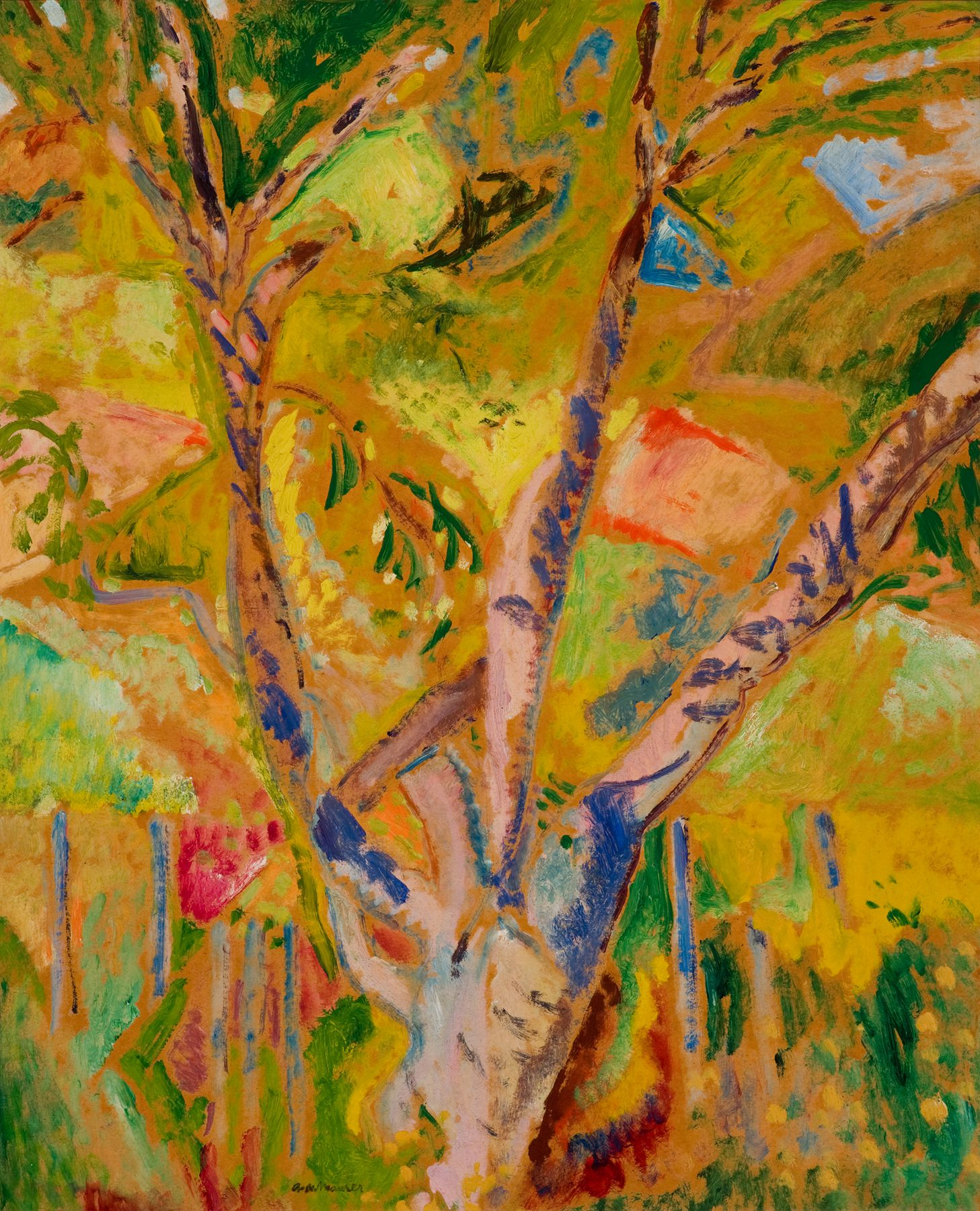
Pejzaż Prowansji, 1912–1922, Reynolda House Museum of American Art
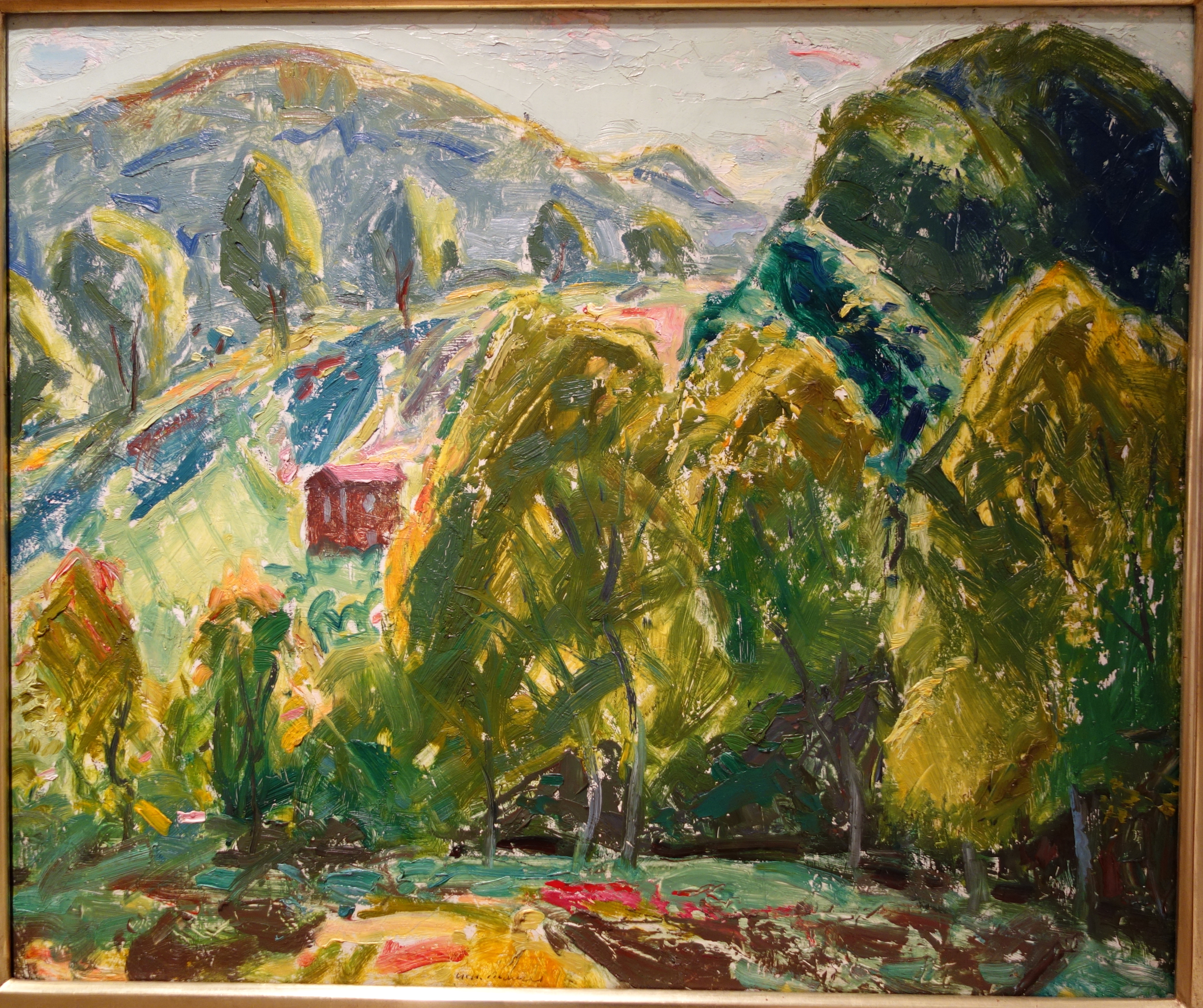
Pejzaż Marlboro (dom na wzgórzach), ok. 1916, New Britain Museum of American Art
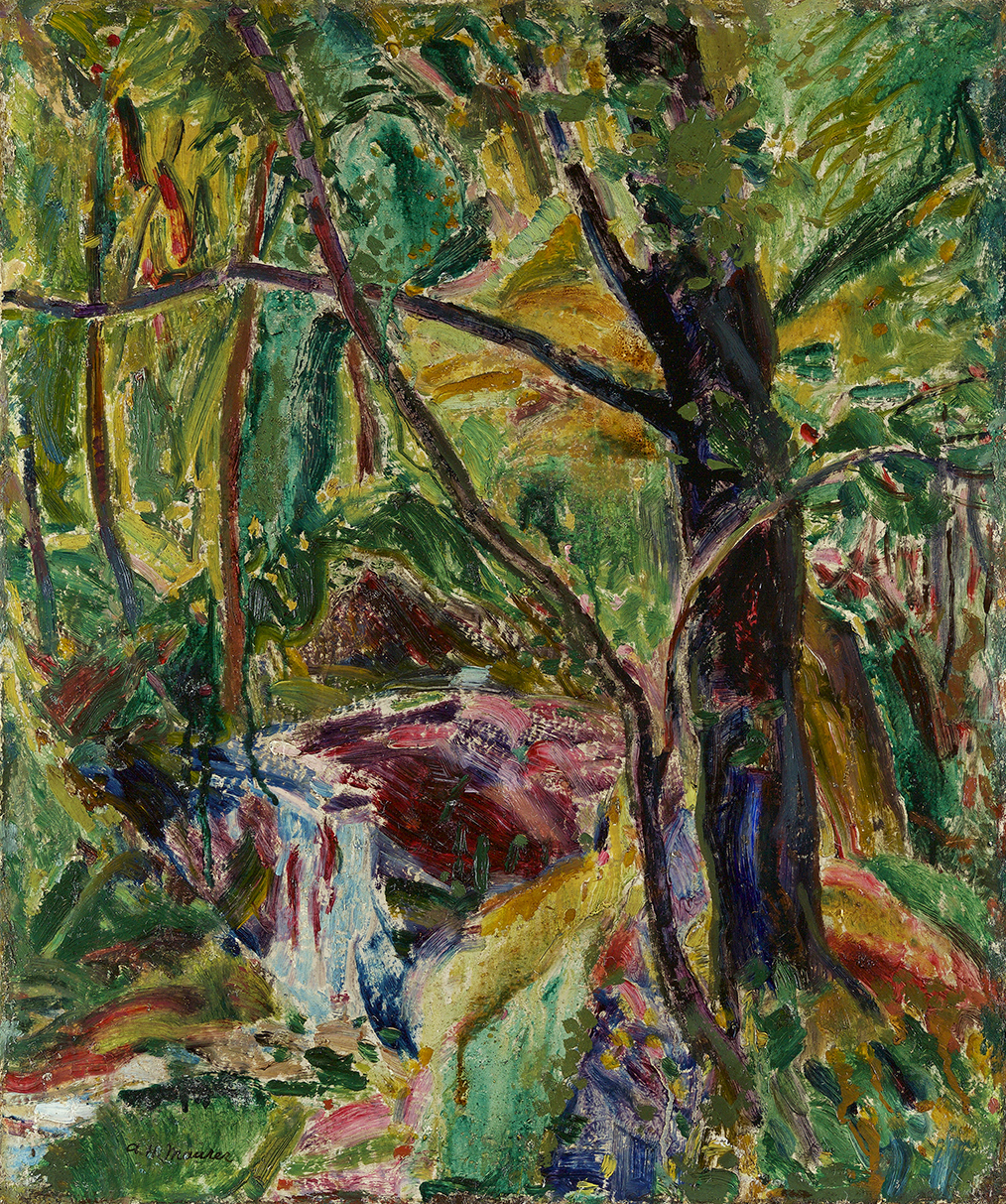
Pejzaż, ok. 1915–1920, Debra Force Fine Art

## Zbiory
Prace Alfreda Henry’ego Maurera znajdują się w zbiorach głównych amerykańskich muzeów sztuki, w tym w: Addison Gallery of American Art, Art Institute of Chicago, Brooklyn Museum, Cleveland Museum of Art, Detroit Institute of Arts, Fine Arts Museums of San Francisco, Hirshhorn Museum and Sculpture Garden, Los Angeles County Museum of Art, Metropolitan Museum of Art, Museum of Fine Arts w Bostonie, Philadelphia Museum of Art, Phillips Collection, Sheldon Museum of Art, Smithsonian American Art Museum i Whitney Museum of American Art, a także w petersburskim Ermitażu.